# Ваджега
Ваджега или Воджега — река в России, протекает по Подпорожскому району Ленинградской области.
Исток — небольшое озеро на границе с Тихвинским районом. Протекает по незаселённой местности, впадает в Оять с левого берега в 240 км от устья последней, у деревень Макарьевская и Казыченская.
Длина реки составляет 33 км, площадь водосборного бассейна 126 км².

## Данные водного реестра
По данным государственного водного реестра России относится к Балтийскому бассейновому округу, водохозяйственный участок реки — Свирь, речной подбассейн реки — Свирь (включая реки бассейна Онежского озера). Относится к речному бассейну реки Нева (включая бассейны рек Онежского и Ладожского озера).
Код объекта в государственном водном реестре — 01040100812102000012874.